# Bombus nevadensis
Espèce
Statut de conservation UICN

 LC  : Préoccupation mineure
Bombus nevadensis est une espèce de bourdons du sous-genre Bombias vivant en Amérique du Nord.

## Répartition et habitat
On le trouve au Canada, aux États-Unis et au Mexique. Il vit dans les praires ouvertes. Il construit habituellement son nid sous terre et occasionnellement sur le sol.

## Alimentation
C'est une espèce possédant une longue langue. Elle se nourrit d'astragale, de cirse, de mélilot, Monarda, Penstemon, Phacelia, de sauge, d'épiaire, de trèfle et d'airelle.